# 午城玉屏酒
午城玉屏酒、又称玉屏酒、隰县玉屏酒，是中华人民共和国山西省隰县午城酒厂生产的一款药酒，是山西省优质名牌产品。

## 特点
玉屏酒以清香型午城白酒作底酒，按照《玉屏风散》选用人蔘、黄芪、白术、檀等药材配制。抗日战争时期阎锡山曾把午城酒厂改为“山西省第一酒厂”，借以维持军费开支。中华人民共和国成立后，午城酒厂改成“国营隰县午城酒厂”。1980年，玉屏酒被评为山西省优质名牌产品。